# Abdissenbosch
Abdissenbosch (Limburgs: D'r Busj) is een woonkern in Landgraaf, in de Nederlandse provincie Limburg. De woonkern heeft circa 1450 inwoners.

## Geschiedenis
De plaats is aan het begin van de 20e eeuw ontstaan op een gebied dat voorheen voornamelijk bos- en heidegebied was, het bos was waarschijnlijk bezit van de abdis van Thorn en ontleent zijn naam hieraan. Direct aan de westelijke zijde van de plaats ligt het overgebleven deel van deze bossen, wat een gedeelte is van het natuurgebied de Brunssummerheide. Aan de noordelijke zijde ligt landelijk gebied en hiermee wordt zowel de grens van het verstedelijkte gebied als die met Duitsland gevormd, vanaf de rand van de woonplaats (de Europaweg-noord) heeft men een weids uitzicht op de regio rondom Geilenkirchen.
Abdissenbosch is in de tweede helft van de 20e eeuw vastgebouwd aan Waubach, door de bouw van de wijken Parkheide en Namiddagsche Driessen. De plaats wordt fysiek van de rest van Landgraaf (Nieuwenhagen) gescheiden door de autoweg N299 die hier een duidelijke barrièrewerking heeft.
Abdissenbosch en Waubach vormden eertijds samen met Lauradorp en Rimburg de gemeente Ubach over Worms, door het samensmelten van deze plaatsen (met uitzondering van Rimburg) werd in 1975 besloten de gemeentenaam als plaatsnaam te gebruiken voor de volledige agglomeratie. Sindsdien zijn de originele dorpen formeel gezien wijken, maar evenals de andere kernen wordt Abdissenbosch plaatselijk nog steeds als een apart dorp beschouwd.

## Economie
Tussen Abdissenbosch en Nieuwenhagen ligt het bedrijventerrein Abdissenbosch. Hier hebben zich onder andere bedrijven gevestigd als:
- Sofine Foods BV[1]
- Heuschen & Schrouff
- Bandenspecialist Abel

Ten noordwesten van Abdissenbosch liggen twee groeven:
- De zandgroeve van Durox gasbeton, ook Xella-groeve genaamd, startte in 1971 en heeft een oppervlakte van 7,5 ha. De zanden zijn gevormd in het mioceen. De gasbetonfabriek bevindt zich op het naastgelegen bedrijventerrein.
- De groeve van De Groot & Zonen BV, waar sedert 1939 zand en grind gewonnen wordt.

## Bezienswaardigheden
- De Sint-Bernadettekerk is de parochiekerk van Abdissenbosch. Het kerkgebouw werd in het jaar 1935 naar een traditionalistisch ontwerp van de architect Frits Peutz gebouwd. De kerk is van buiten vervaardigd uit bakstenen en van binnen uit mergelsteen. De parochie werkt sedert 1997 samen met de andere parochies binnen Ubach over Worms.
- De Mariakapel, wegkapelletje tegenover Gravenweg 48, van 1922, in 1997 verplaatst. Bakstenen zuiltje waarin zich een Mariabeeld bevindt achter een tralievenster met randschrift: Bid voor ons die onze toevlucht tot u nemen.

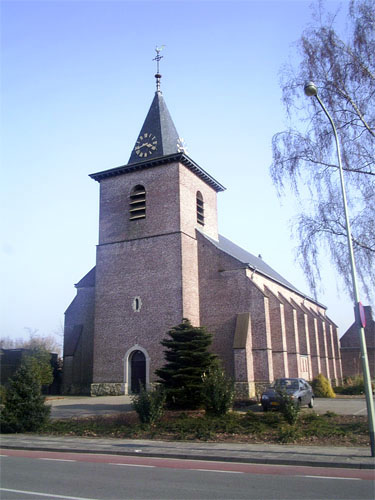
Bernadettekerk
Abdissenbosch, in de wijk Ubach over Worms, in gemeente Landgraaf

## Natuur en landschap
Abdissenbosch ligt op het Plateau van Nieuwenhagen, op een hoogte van ongeveer 140 meter. In het noordoosten ligt agrarisch gebied en in het noordwesten vindt men enkele groeven en het natuurgebied Brunssummerheide. In zuidoostelijke en zuidwestelijke richting vindt men stedelijke bebouwing.

## Nabijgelegen kernen
Brunssum, Waubach, Nieuwenhagen
Dorpen: Nieuwenhagen · Rimburg · Schaesberg · Waubach

Gehucht: Oude Hopel

Woonwijken: Abdissenbosch · Eikske · Groenstraat · Heiveld · Hoefveld · Kakert · Lauradorp · Leenhof · Namiddagsche Driessen · Nieuwenhagerheide · Oude Heide · Parkheide

Limburg: Steden en dorpen      Nederland: Provincies · Gemeenten